# Zisterzienserinnenabtei Saint-Saëns
Die Zisterzienserinnenabtei Saint-Saëns war von 1167 bis 1790 ein Kloster der Zisterzienserinnen in Saint-Saëns im Département Seine-Maritime in Frankreich.

## Geschichte
Der Ortsname Saint-Saëns leitet sich ab vom Heiligen Sidonius (Sanctus Sidonius = Saint Saëns) der als Mönch der Abtei Jumièges im 7. Jahrhundert am Ort der heutigen Gemeinde Saint-Saëns ein Kloster gründete, das 850 von den Normannen zerstört wurde. 1167 verpflanzte die Kaiserin Matilda ein schon im Wald von Eawy am Ort Camp souverain bestehendes Zisterzienserinnenkloster vor die Tore von Saint-Saëns an den Fluss Varenne, wo einst das Kloster des Sidonius gestanden hatte. Das von Kloster Bival besiedelte Kloster Notre-Dame de Saint-Saëns blieb lange Zeit Priorat, bis es 1629 zur Abtei erhoben wurde. Von 1647 bis 1692 wurde das Kloster von Äbtissinnen geleitet, die allesamt aus bedeutenden Familien stammten: Anne Le Tellier (1647–1660) war die Schwester des Kanzlers Michel Le Tellier. Madeleine Colbert de Saint-Pouange (auch: Colbert de Villacerf, 1660–1680) gehörte zur Familie des mächtigen Colbert. Marie de Cassagnet de Tilladet (1681–1692) war die Nichte von Le Tellier. Zu den häufigen Besuchern des Klosters gehörte die mit der Äbtissin befreundete Madame de Maintenon. 1790 kam es durch die Französische Revolution zur Auflösung der Abtei. Heute erinnert der Ortsteilname L’Abbaye und der östlich gelegene Wald Bois de l’Abbaye an das einstige Kloster.

### Handbuchliteratur
- Gallia Christiana Band 11, S. 324.
- Louis Sandret: L’Ancienne Église de France, ou Etat des archevêchés et évêchés de France avant la Constitution civile du clergé de 1790. Sommaire et complément de la Gallia christiana. Province ecclésiastique de Rouen. J.-B. Dumoulin, Paris 1866, Seite 77–78.
- Laurent Henri Cottineau: Répertoire topo-bibliographique des abbayes et prieurés. Bd. 2. Protat, Mâcon 1939–1970. Nachdruck: Brepols, Turnhout 1995. Spalte 2874.
- Bernard Peugniez: Le Guide Routier de l’Europe Cistercienne. Editions du Signe, Straßburg 2012, S. 267.
- Gereon Christoph Maria Becking: Zisterzienserklöster in Europa. Kartensammlung, Lukas Verlag Berlin 2000, ISBN 3-931836-44-4, Blatt 53 C.